# Клишкауцы (Единецкий район)
Клишкауцы (рум. Clișcăuți, Клишкэуць) — село в Единецком районе Молдавии. Наряду с сёлами Хинкэуць и Пояна входит в состав коммуны Хинкэуць.

## География
Село расположено на высоте 250 метров над уровнем моря.

## Население
По данным переписи населения 2004 года, в селе Клишкэуць проживает 204 человека (92 мужчины, 112 женщины).
Этнический состав села:
| Национальность | Число жителей | Процентный состав |
| -------------- | ------------- | ----------------- |
| украинцы       | 192           | 94.12             |
| молдаване      | 8             | 3.92              |
| русские        | 3             | 1.47              |
| гагаузы        | 1             | 0.49              |
| Всего          | 204           | 100%              |